# Sandra Myers
Sandra Myers (* 9. Januar 1961 in Little River) ist eine ehemalige spanische Leichtathletin, die sich auf den 400-Meter-Lauf spezialisiert hatte.
Sie wurde in den Vereinigten Staaten geboren und wurde 1981 US-amerikanische Meisterin im 400-Meter-Hürdenlauf. 1987 wechselte sie ihre Staatsbürgerschaft und startete seitdem bei internationalen Meisterschaften für Spanien. Bei den Olympischen Spielen 1988 in Seoul trat sie im 100-Meter-Lauf an, scheiterte jedoch bereits in der Vorrunde. Myers gewann im Freien und in der Halle insgesamt 19 spanische Meisterschaften auf diversen Sprintstrecken von 60 m bis 400 m sowie im Weitsprung.
International machte sie erstmals bei den Leichtathletik-Europameisterschaften 1990 in Split auf sich aufmerksam, als sie dort im 200-Meter-Lauf Vierte wurde und mit der 4-mal-100-Meter-Staffel den sechsten Platz belegte. Der endgültige Durchbruch gelang ihr mit dem Gewinn der Silbermedaille im 400-Meter-Lauf bei den Leichtathletik-Hallenweltmeisterschaften 1991 in Sevilla. Ein knappes halbes Jahr später feierte sie bei den Leichtathletik-Weltmeisterschaften in Tokio den bedeutendsten Erfolg ihrer Karriere. Über 400 m gewann sie in 49,78 s die Bronzemedaille hinter Marie-José Perec (49,13 s) und Grit Breuer (49,42 s).
1992 gewann Myers bei den Leichtathletik-Halleneuropameisterschaften in Genua den Titel im 400-Meter-Lauf. Über dieselbe Distanz wurde sie im folgenden Jahr bei den Hallenweltmeisterschaften in Toronto Vierte und im Freien bei den Weltmeisterschaften in Stuttgart Sechste.
Danach gelang es Myers nicht mehr ganz, an ihre alten Leistungen anzuknüpfen. Bei den Leichtathletik-Hallenweltmeisterschaften 1995 in Barcelona, bei den Leichtathletik-Weltmeisterschaften 1995 in Göteborg und bei den Olympischen Spielen 1996 in Atlanta erreichte sie zwar jeweils die Halbfinalrunde konnte sich aber nicht für die Finalteilnahme qualifizieren. Ihr letzter internationaler Erfolg war der Titelgewinn im 200-Meter-Lauf bei den Leichtathletik-Halleneuropameisterschaften 1996 in Stockholm gewesen. Nach den Olympischen Spielen 1996 beendete sie ihre Karriere.
Sandra Myers ist 1,70 m groß und hatte ein Wettkampfgewicht von 60 kg.  Nach Ende ihrer sportlichen Laufbahn engagierte sie sich als Mitglied der Partido Popular in der Politik.

## Bestleistungen
- 100 m: 11,06 s, 23. Juli 1991, Vigo
- 200 m: 22,38 s, 30. August 1990, Split
- 400 m: 49,67 s, 6. Juli 1991, Oslo
  - Halle: 50,99 s, 10. März 1991, Sevilla
- Weitsprung: 6,60 m, 1. Juni 1988, Sevilla